# Alf Lagesen
Alf Lagesen (24 giugno 1897 – Drammen, 13 febbraio 1973) è stato un calciatore norvegese, di ruolo portiere.

## Carriera

### Club
Lagesen vestì la maglia del Drammens.

### Nazionale
Giocò una partita per la Norvegia. Esordì il 26 settembre 1920, nel pareggio a reti inviolate contro la Svezia. Partecipò ai Giochi della VII Olimpiade.